# Asthena livida
Asthena livida är en fjärilsart som beskrevs av W. Warren 1896. Asthena livida ingår i släktet Asthena och familjen mätare. Inga underarter finns listade i Catalogue of Life.